# كوثر (مازو)
کوثر (بالفارسية: کوثر) هي قرية تقع في قسم مازو الريفي، بمقاطعة أنديمشك التابعة لمحافظة خوزستان، إيران. يقدر عدد سكانها بـ 217 نسمة حسب الإحصاء السكاني الذي تمّ في عام 2006.